# الاضطراب المرتبط بجين CDK13
الاضطراب المرتبط بـ CDK13 ، والذي يعرف أيضًا باسم عيوب القلب الخلقية، وتشوه ملامح الوجه واضطراب النمو الفكري (CHDFIDD)، هو حالة وراثية سائدة ونادرة تتميز بعيوب خلقية في القلب وإعاقة ذهنية وملامح وجه مميزة. يعاني المصابون عادةً من تأخيرات في الحركة واللغة، نقص التوتر العضلي، وخلل الحركة في الجهاز الهضمي. وتشمل ميزات الوجه جسر أنفي عريض وعينين متباعدتين وأذنين بارزتين ومنخفضتين ونهاية أنف مسطّحة وفم صغير. تشمل السمات الأقل شيوعًا التشوهات الخلقية في العمود الفقري وفقدان السمع أو النوبات.
تحدث المتلازمة بسبب طفرة في جين CDK13 ، الذي يعمل على تشفير بروتين كيناز 13 المعتمد على السيكلين. الكينازات المعتمدة على السيكلين هي كينازات بروتينية، والتي تكون ضرورية لتنظيم نسخ الحمض النووي لتمايز الخلايا. يعمل CDK13 على تعزيز التعبير عن الجينات المشاركة في عمليات النمو المختلفة، وتتعطل هذه العمليات أو لا تكتمل عندما يتحور الجين.
يتم تشخيص المتلازمة عندما تؤكد الاختبارات الجينية حدوث طفرة فيCDK13 .
مراكز العلاج حول الأعراض. يمكن استخدام الأدوية، أو في الحالات الشديدة، فغر المعدة لعلاج خلل الحركة المعدية المعوية في أقرب وقت، ممكن أن يساعد النطق أو أجهزة الاتصال المساعدة في تطوير اللغة. إن التنبؤ غير مؤكد حتى الآن، بسبب نقص المرضى المعروفين، ومع ذلك تم تحديد عدد قليل من المرضى في منتصف مرحلة البلوغ.
اعتبارًا من يناير 2019، تم تحديد ودراسة 44 فردًا على الأقل مصابين بهذه الحالة. ولأول مرة تم تحديد الطفرات في CDK13 على أنها مسببة للأمراض في دراسة جماعية عام 2016. وتم تحديد الاضطراب لأول مرة بواسطة بوستويك وآخرون. في عام 2017، الذي أنشأ أيضًا اسم CHDFIDD .

## العلامات والأعراض
يعاني معظم الأفراد المصابين باضطراب مرتبط بـ CDK13 من عيوب خلقية في القلب، غالباً ما تكون عيبًا في الحاجز الأذيني أو البطيني
```
عادةً ما يكون للمصابين بهذا الاضطراب مظهر وجه مميز يتضمن جسرًا أنفيًا عريضًا، 
وعينين متباعدتين
، وجفون مقلوبة، وطيات فوقية، وحواجب مقوسة عالية، وآذان بارزة منخفضة، وطرف أنف مسطح 
وفم صغير
 مع شفة علوية صغيرة 
[
4
]
[
4
]
[
5
]
 عند بعض المصابين، تسبب المتلازمة شعر مجعد
[
4
]
[
5
]
 لوحظ أن مظهر الوجه مشابه 
لمتلازمة كابوكي
.
[
4
]
[
5
]
```

```
وعادةً ما ينتج عن المتلازمة إعاقة ذهنية، تشمل التأخير في اللغة والحركة
[
4
]
[
5
]
[
6
]
 يعاني بعض الأفراد من عدم تكوين الجسم الثفني أو عدم تنسج دودة المخيخ. يمكن أن يظهر هذا أحيانًا مع أعراض 
اضطراب التوحد
.
[
4
]
[
5
]
[
6
]
 من الشائع أيضًا 
انخفاض توتر العضلات
 
والحول
. ويعاني عدد قليل من المرضى من 
صغر الرأس
 
والنوبات
.
[
4
]
[
5
]
[
6
]
```

```
يميل الأفراد المصابون إلى الإصابة بأعراض خلل الحركة في 
الجهاز الهضمي
، والتي يمكن أن تشمل 
الارتجاع المعدي المريئي
 
والإمساك
 
وصعوبة في البلع
.
[
4
]
[
5
]
[
6
]
 يعاني عدد قليل من المصابين من مشاكل في الأذن تشمل 
ضعف السمع الحسي العصبي
 أو 
التهابات الأذن
 المتكررة
[
4
]
]، وكان عدد قليل من الأفراد يعانون من 
تشوهات خلقية في العمود الفقري
 بما في ذلك الفقرات المندمجة أو 
السنسنة المشقوقة
 وكذلك 
الجنف
.
[
4
]
[
5
]
[
6
]
```

## الأسباب
```
تحدث المتلازمة بسبب طفرة في إحدى النسختين من الجين 
CDK13
 ، والذي يشفر 
بروتين كيناز
 13 المعتمد على السيكلين. الكينازات المعتمدة على السيكلين هي كينازات بروتينية، لها وظيفة أساسية في 
دورة الخلية
 
ونسخ الحمض النووي
. هذا على وجه التحديد من خلال 
فسفرة البروتين
، والتي تعمل على إيقاف أو تشغيل بروتينات معينة، مما يسمح 
بتمايز الخلايا
 وتطور عمليات النمو الطبيعية. تؤدي هذه الطفرة في إحدى نسختين من هذه الجينات إلى عدم تكوين بعض البروتينات بشكل صحيح، مما يؤدي إلى تتعطل بعض عمليات النمو أو قد لا تكتمل.
[
6
]
 على وجه التحديد، يبدو أن CDK13 يفسفر 
بوليميراز الحمض النووي الريبوزي
 ويمكّنه من إجراء نسخ الجينات على DNA. يبدو أنه يفعل ذلك إلى حد كبير عندما يقوم RNA polymerase II بنسخ جينات معينة تشارك في تعزيز نمو الخلايا.
[
4
]
[
6
]
[
7
]
```

```
الطفرات في CDK13 التي تم تحديدها في الأفراد الذين يعانون من هذا الاضطراب كانت في الغالب 
طفرات مغلوطة
 أي (تغيرات 
حمض أميني
 واحد) التي عملت على تغيير بنية الأحماض الأمينية لمجال 
كيناز البروتين
 الذي تم الحفاظ عليه بشدة (قليل التغيير) للجين، مما أدى إلى تكوين بنيوي. هذه التغييرات التي تؤثر على عمل هذا البروتين المهم. الطفرات الأكثر شيوعًا هي تلك التي تغير الحمض الأميني 842 للبروتين، 
الأسباراجين
 (Asn)، إلى 
السيرين
 (Ser) أو 
حمض الأسبارتيك
 (Asp).
[
4
]
[
6
]
[.
[
8
]
]، ولكن العديد من الآخرين لديهم تم التعرف عليها.
[
8
]
 أدت الطفرات المختلفة، اعتمادًا على مقدار تقليلها لوظيفة كيناز في الجين، إلى شدة مختلفة للمتلازمة. أولئك الذين لديهم طفرات تزيل النشاط الكلي لديهم، على سبيل المثال، صغر الرأس.
[
4
]
```

```
الطفرات في كل من نسختين CDK13 مميتة جنينية في الفئران. الفئران التي أزيلت نسختها من CDK13 لا تنجو بعد اليوم السادس عشر من التطور الجنيني بسبب حدوث قصور القلب، حيث أن القلب يحتوي على عدد أقل من خلايا عضلة القلب وعدد أقل من 
عضلة القلب
، مع تعبير أقل عن 
الميوسين
. جميع الأعضاء أصغر وأقل تطورًا، ويقل حجم الجنين.
```

## التشخيص
يتم تشخيص الحالات بشكل عام بعد أن تؤكد الاختبارات الجينية أن CDK13 تحور، على الرغم من أنه قد يتم الاشتباه في الحالة بناءً على الأعراض. تتضمن طرق اكتشاف الطفرة تسلسل الإكسوم الكامل واختبار اللوحة، حيث يتم ترتيب مجموعة مختارة من الجينات المحتملة المعنية. يمكن تأكيد الطفرة عن طريق تسلسل سانجر

## العلاج
مراكز العلاج حول الأعراض. غالباً ما يتم علاج عيوب الحاجز الأذيني أو البطيني بالملاحظة ولكن في الحالات الشديدة يمكن تصحيحها بالعمليات الجراحية. يمكن استخدام الأدوية الحركية لتعزيز إفراغ المعدة.
. يمكن إجراء فغر المعدة إذا كان خلل حركة المعدة شديدًا جدًا بحيث لا يمكن تناوله بشكل كافٍ.. يمكن أن يساعد علاج النطق في أقرب وقت ممكن أو أجهزة الاتصال المساعدة في تطوير اللغة.

## التنبؤ
التنبؤ غير مؤكد حتى الآن، حيث أن معظم الأفراد الذين تم اكتشافهم ودراستهم كانوا من الأطفال ، ومع ذلك تم تحديد عدد قليل من المرضى في منتصف مرحلة البلوغ.

## علم الأوبئة
```
لم يُعرف معدل الانتشار بعد، حيث تم تحديد هذا الاضطراب مؤخرًا. بدءًا من تقرير بوستويك وآخرون في عام 2017، تم تحديد ودراسة 44 فردًا على الأقل يعانون من هذه الحالة اعتبارًا من يناير 2019.
[
6
]
```

## تاريخ المرض
```
تم تحديد الطفرات في CDK13 لأول مرة على أنها مسببة للأمراض في عام 2016، عندما تم تحديدها في 7 أفراد من مجموعة كبيرة من 1891 مريضًا يعانون من عيوب خلقية في القلب في دراسة أجراها سيفريم وآخرون
[
5
]
[
6
]
[
9
]
 تم العثور على الطفرات في CDK13 مرة أخرى في عام 2017 في 11 فردًا من مجموعة أكبر من 4293 مريضًا من المملكة المتحدة وأيرلندا مع تأخر في النمو بواسطة McRae et a. كجزء من الدراسة الجماعية لفك رموز اضطرابات النمو في المملكة المتحدة (DDD)
[
5
]
[
6
]
```

```
تم تحديد هذا الاضطراب لأول مرة من قبل بوستويك وآخرون (2017) (9 مرضى)، الذين أسسوا أيضًا مصطلح عيوب القلب الخلقية وملامح الوجه المشوهة واضطراب النمو الفكري (CHDFIDD).
[
4
]
 عمل لاحقًا بواسطة Hamilton et al. (2018) (16 مريضًا.
[
4
]
 أوهارا وآخرون. (2018) (3 مرضى) 
[
8
]
 وفان دن أكير وآخرون. (2018) (15 مريضًا
[
8
]
) حددوا ودرسوا مرضى إضافيين.
[
5
]
[
6
]
```

## روابط خارجية
الاضطراب المرتبط ب CDK13